# Neptis phesimensis
Neptis phesimensis är en fjärilsart som beskrevs av Robert Christopher Tytler. Neptis phesimensis ingår i släktet Neptis och familjen praktfjärilar. Inga underarter finns listade i Catalogue of Life.